# Muhammad Hasan an-Nadschafi

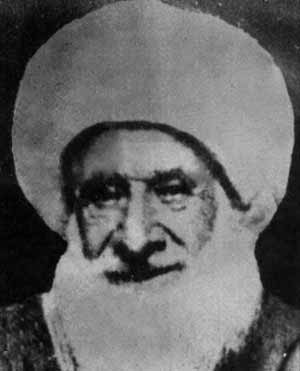

Scheich Muhammad Hasan an-Nadschafi (محمد حسن النجفي; geb. 1785 oder 1787; gest. 1849) war ein hoher schiitischer Geistlicher, der in Nadschaf wirkte. Er wurde 1846 allgemein als mardschaʿ-e Taghlid anerkannt, nach seinem Tod folgte ihm sein Schüler Scheich Mortaza Ansari. Einer seiner berühmtesten Schüler war Ajatollah Scheich Zain al-ʿĀbidīn Mazandarani.

## Dschawāhir al-kalām
Als sein Hauptwerk gilt sein umfangreiches Dschawāhir al-kalām, eine große Enzyklopädie der Rechtswissenschaft.

## Ausgaben
- Dschawāhir al-Kalām fī Scharḥ Schari'`a al-Islām. ed. Shaykh `Abbās al-Quchānī, 43 vols. 7th printing, Beirut: Dar Iḥyā' al-Turāth al-`Arabī, 1981.[3]